# CS-22 (Spanje)

De CS-22

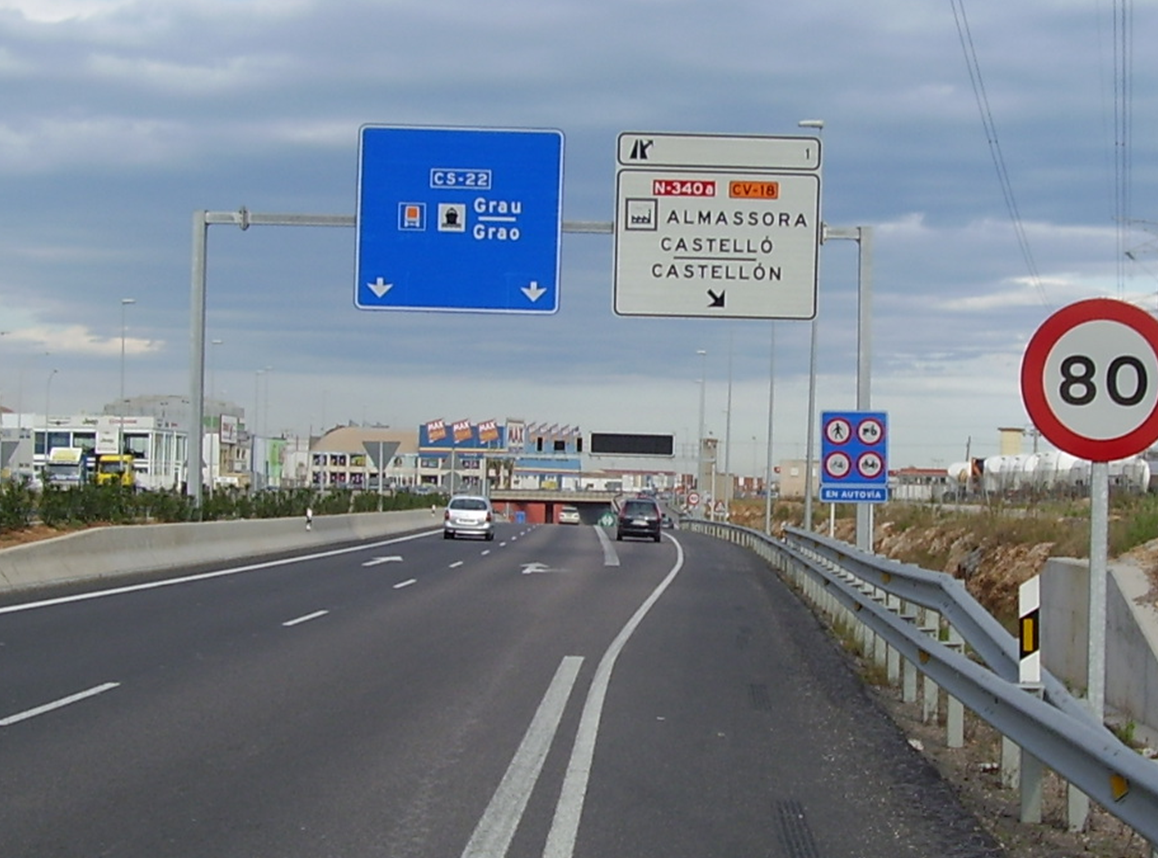
De CS-22

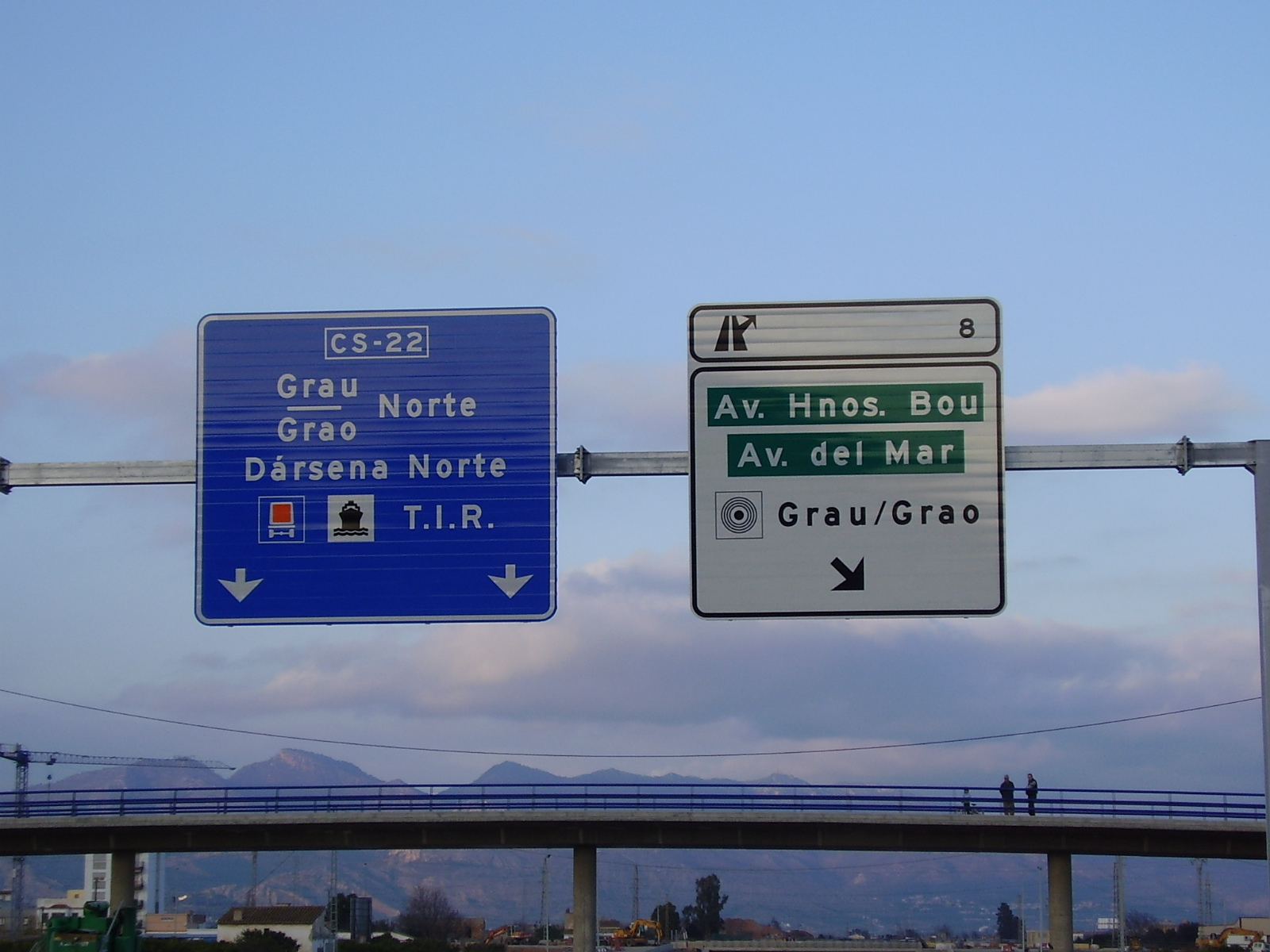
De CS-22

De CS-22 is een autovía in Valencia. De snelweg is 11,5 kilometer lang en verbindt de N-340 met de haven van Castelló de la Plana in Grao de Castellón/Grau de Castelló. De snelweg werd geopend in 2006.